# Jacob Sartorius
Rolf Jacob Sartorius (Oklahoma, 2 oktober 2002) is een Amerikaans zanger die via sociale media zijn bekendheid verkreeg.
In 2016 bracht hij zijn debuutsingle Sweatshirt uit, die de Hot 100-hitlijsten in de Verenigde Staten en Canada bereikte. Volgens Google was Sartorius in 2016 de op acht na meest opgezochte zanger.

## Biografie
Sartorius werd geboren in Oklahoma. Kort na zijn geboorte werd hij geadopteerd en verhuisde naar Virginia omdat zijn biologische ouders niet in staat waren voor hem te zorgen. Hij werd opgevoed door zijn adoptieouders. Op zevenjarige leeftijd begon Sartorius met acteren in musicals.
Sartorius publiceerde in 2014 zijn eerste online video op Vine, die zich tegen het pesten richtte. Door regelmatig video's op Vine te plaatsen, werd Sartorius populair op de app. Later dat jaar plaatste hij video's op Musical.ly, waardoor zijn online bekendheid toenam. Zijn playbackvideo's op de app waren populair en hij kreeg uiteindelijk meer dan 14 miljoen volgers. Een jaar later, in 2016, bracht hij zijn eerste single uit, Sweatshirt, waardoor zijn bekendheid nog verder toenam, ook als zanger, hij heeft inmiddels al 25 singles.

## Discografie (singles)
- Sweatshirt (2016)
- Jordans (2016)
- Selfish (2016)
- Hit or Miss (2016)
- All My Friends (2016)
- Last Text (2016)
- Bingo (2017)
- Selfish(2017)
- Hit Me Back (2017)
- Skateboard (2017)
- Chapstick (2017)
- Popular Girls (2017)
- Hang Me Out To Dry (2017)
- No Music (2017)
- Cozy (2017)
- By your side (2017)
- Love me back(2017)
- Nothing with you(2017)
- Up With It (2018)
- Hooked on a feeling (2018)
- Curfew(2018)
- Problems(2018)
- We're not friends(2018)
- Said no one ever(2018)
- Better with you(2018)
- Party goes harder (2019)
- Over U (2020)
- For Real (2021)